# Partición de la India

Esquema sobre la partición de la India.

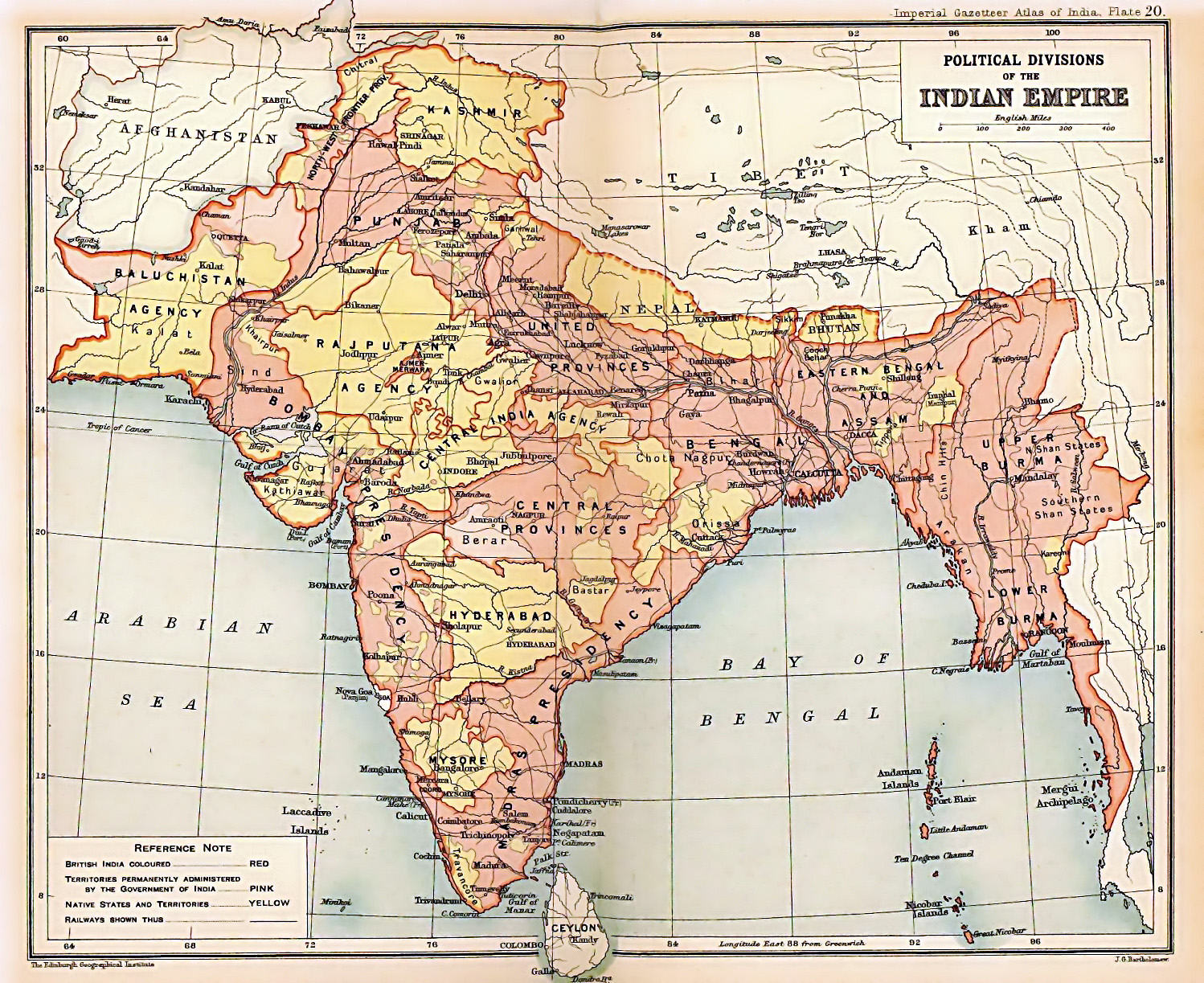
El Imperio Indio Británico, en la edición de 1909 de The Imperial Gazetteer of India. Las áreas directamente gobernadas por el imperio británico están sombreadas con rosa, los estados nativos de la India bajo la suzeranía de los británicos, se encuentran en amarillo

La partición de la India fue la partición del Imperio Indio Británico lo que dio lugar a la creación de los Estados soberanos del Dominio de Pakistán (que más tarde se dividió en Pakistán y Bangladés) y la Unión de la India (más tarde República de la India) el 15 de agosto de 1947. En este contexto cuando se habla de "partición" se refiere no solo a la división de Bengala provincia (56% musulmanes y 42% hindúes) de la India británica en Pakistán Oriental y Bengala Occidental (India), también a la partición de la provincia de Punjab (53,2% musulmanes, 30% hindúes, 15% sijes y 1,44% cristianos) en Punjab Occidental (Pakistán Occidental) y el Oriental (ahora Punjab), así como a las respectivas divisiones de otros bienes, incluyendo el ejército británico de la India, el Servicio Civil de la India y otros servicios administrativos, como los ferrocarriles, y el tesoro central.
En los disturbios que precedieron a la partición en la provincia de Punyab, hubo entre 200 000 y 2 000 000 muertos registrados en el genocidio entre religiones. UNHCR estima que 14 millones de hindúes, sijes y musulmanes fueron desplazados durante la partición: fue la mayor migración en masa en la historia de la humanidad. Esto marcó las relaciones entre India y Pakistán, que siguen siendo tensas hasta el día de hoy.
El término partición de India no abarca la posterior separación de Bangladés de Pakistán en 1971, ni la anterior separación de Birmania (ahora conocida como Myanmar), de la administración de la India Británica, tampoco la separación de Ceilán (ahora Sri Lanka).
La zona costera de Ceilán fue parte de la presidencia de Madrás de la India británica desde 1795 hasta 1798, cuando se convirtió en una colonia de la corona separada del Imperio. Birmania fue anexada gradualmente por los británicos de 1826 a 1886 y se rigió como una parte de la administración de la India británica hasta 1937, posteriormente fue administrada directamente. Birmania logró su independencia el 4 de enero de 1948 y Ceilán el 4 de febrero de 1948. (Véase Historia de Sri Lanka e Historia de Birmania)
Bután, Nepal y las Maldivas, y los otros países que actualmente conforman Asia del Sur, no se vieron afectados por la partición. Los primeros dos, Bután y Nepal, antes eran considerados como estados del principado, posteriormente firmaron tratados con los británicos, los que los designaron como estados independientes antes de la partición, y por lo tanto sus fronteras no fueron afectadas por la partición de la India. Las Maldivas, se convirtieron en un protectorado de la Corona británica en 1887, pero lograron su independencia en 1965, y tampoco fue afectado por la partición.

## Partición de Bengala (1905)
|                              |
| Porcentaje de hindús en 1909 |

|                                  |
| Porcentaje de musulmanes en 1909 |

|                                                  |
| Porcentaje de sijs, budistas y jainistas en 1909 |

En 1905, el virrey, Lord Curzon,  en su primer mandato construyó un impresionante historial de preservación arqueológica y eficiencia administrativa,[cita requerida] posteriormente en su segundo período, dividido la más grande subdivisión administrativa en la India Británica, la Presidencia de Bengala, en una provincia de mayoría musulmana de Bengala Oriental, Assam y la provincia de mayoría Hindú de Bengala (actuales estados indios de Bengala Occidental, Bihār, Jharkhand y Odisha). El que Curzon propiciara la partición de Bengala fue considerado por algunos administrativamente bueno, y había sido contemplado por diversas administraciones coloniales desde los tiempos de Lord William Bentinck, pero nunca se actuó en consecuencia, la intención fue transformar la política nacionalista como nunca antes se había hecho. La élite hindú de Bengala, entre ellos muchos de los que poseían tierras en el este de Bengala que habían sido arrendadas a campesinos musulmanes, protestaron fervientemente. La gran clase media hindú de Bengala (el bhadralok), molestos ante la perspectiva de ser superados en número de biharis y Oriyas bengalíes en la nueva provincia de Bengala, sintieron que el acto de Curzon era un castigo por su asertividad política. Las protestas generalizadas contra la decisión de Curzon tomaron la forma predominante de la Swadesh ("comprar india") campaña liderada por el dos veces presidente del Congreso, Surendranath Banerjee, e involucró el boicot a los productos británicos. Esporádica, pero flagrantemente - los manifestantes también optaron por la violencia política que involucró ataques contra civiles. Sin embargo, la violencia no fue efectiva, ya que la mayoría de los ataques planeados eran anticipados por los Británicos o fallaban. El grito de guerra para ambos tipos de protesta fue el lema Bande Mataram (en bengalí: "Saludo a la madre"), el título de una canción de Bankim Chandra Chatterjee, que invoca a una diosa madre, que se permaneció de diversas maneras para Bengala, India, y la diosa hindú Kali. El malestar se extendió desde Calcuta a las regiones circundantes de Bengala cuando los estudiantes ingleses de Calcuta regresaron a sus pueblos y ciudades. Las agitaciones religiosas de la consigna y el ultraje político sobre la partición se combinaron, por ejemplo los hombres jóvenes en grupos como Jugantar, que bombardearon edificios públicos, robos a mano armada, y asesinando oficiales británicos. Desde que Calcuta fue la capital imperial, tanto el ultraje y el lema pronto se hicieron conocidos a nivel nacional.
La abrumadora mayoría hindú, protestaron contra la partición de Bengala lo que a su paso causó miedo, de las reformas que favorecían a la mayoría hindú, por lo que la élite musulmana en la India se reunió con el nuevo virrey, Lord Minto en 1906, para pedir electorados separados para los musulmanes. En conjunto, exigieron representación legislativa proporcional, que reflejara tanto su condición de ex gobernantes como su historial de cooperación con los británicos. En diciembre de 1906 esto condujo a la fundación de la All-India Muslim League (Liga Musulmana de toda la India) en Daca. Aunque por el momento Curzon había renunciado a su posición debido a una disputa con su jefe militar Lord Kitchener, que lo hizo regresar a Inglaterra, la Liga estaba a favor de su plan de partición. La posición de la élite musulmana que se reflejó en la posición de la Liga, se había cristalizado gradualmente a lo largo de las tres décadas anteriores, comenzando con el censo de 1871 de la India británica, que había estimado en primer lugar las poblaciones en las regiones de mayoría musulmana. Por su parte, el deseo de Curzon de juzgar a los musulmanes de Bengala Oriental había despertado la ansiedad de los británicos desde el censo de 1871 - ya que a la luz de la historia de los musulmanes tenían antecedentes de luchar contra ellos en 1857 Motín y en la segunda guerra anglo-afgana, en la que musulmanes de la India se rebelaron contra la Corona. En las tres décadas desde el censo, los líderes musulmanes a través de India del norte, han demostrado una animosidad intermitente con respecto a los nuevos grupos sociales y políticos hindúes. Por ejemplo el Arya Samaj, no solo le brindó apoyo a las sociedades protectoras de las vacas durante los disturbios, sino también - angustiado por la cantidad de musulmanes involucrados en el censo de 1871 organizó eventos "reconversión" con el fin de acoger a los musulmanes de vuelta al redil hindú. En UP, los musulmanes se pusieron ansiosos cuando a finales del siglo XIX la representación política aumentó, dando más poder a los hindúes y los hindúes fueron movilizados políticamente en la controversia hindi-urdu y los disturbios anti-matanza de vacas de 1893. En 1905 cuando Tilak y el Lajpat Rai intentaron ascender a puestos importantes de poder en el congreso, y el propio Congreso se unió en torno al simbolismo de Kali, los temores musulmanes aumentaron. Aunque no era así para muchos musulmanes, por ejemplo, el grito de guerra, "Bande Mataram", apareció por primera vez en la novela Anand Math en la que los hindúes habían luchado contra sus opresores musulmanes. Por último, la élite musulmana, entre ellos Dhaka Nawab, y Khwaja Salimullah, anfitriones de la primera reunión de la Liga en su mansión en Shahba, eran conscientes de que una nueva provincia con una mayoría musulmana beneficiaría directamente a los musulmanes que aspiraban al poder político.

## Primera Guerra Mundial, Pacto de Lucknow: 1914-1918
| |
| Enfermeros indios que asisten a los soldados heridos con la "Fuerza Expedicionaria mesopotámica" en Mesopotamia durante la Primera Guerra Mundial. |

| |
| Mohandas Karamchand Gandhi (sentado en un carruaje, a la derecha, los ojos bajos, con el sombrero plano negro) recibiendo una gran bienvenida en Karachi en 1916 después de su regreso a la India desde Sudáfrica. |

La Primera Guerra Mundial demostraría ser un punto de inflexión en la relación imperial entre Gran Bretaña y la India. 1,4 millones de soldados indios y británicos del ejército indio británico formarían parte en la guerra y su participación tendría amplias secuelas culturales: noticias de prensa y radio de soldados indios que luchando y muriendo junto con soldados británico, así como soldados de dominios como Canadá y Australia, viajando a los rincones más distantes del mundo. Se fue generando un perfil internacional de la india y continuaría aumentando durante la década de 1920. Fue para conducir a la India bajo su propio nombre, entre otras cosas, convirtiéndose en un miembro fundador de la Sociedad de las Naciones en 1920 y participando, bajo el nombre de «Les Indes Anglaises» (India Británica), en los Juegos Olímpicos de 1920 en Amberes. De vuelta en la India, especialmente entre los líderes del Congreso Nacional de la India, se daría lugar a las peticiones por mayor capacidad de autogobierno para los indios.
El 1916 la Sesión del Congreso Lucknow fue también el momento de un esfuerzo mutuo no anticipado por el Congreso y la Liga Musulmana, proporcionado por la asociación durante la guerra entre Alemania y Turquía. Desde que el sultán turco, Khalifa, esporádicamente también había reclamado tutela de los sitios sagrados islámicos de La Meca, Medina y Jerusalén, ya que los británicos y sus aliados estaban ahora en conflicto con Turquía, las dudas comenzaron a aumentar entre algunos musulmanes de la india, sobre la "neutralidad religiosa" de los británicos, las dudas que ya habían surgido como resultado de la reunificación de Bengala en 1911, una decisión que fue vista como mal dispuesta para los musulmanes. En el Pacto de Lucknow, la Liga se unió al Congreso bajo la propuesta de mayor autosuficiencia al gobernar, lo que se convirtió en una campaña a favor de Tilak y sus seguidores; a cambio, el Congreso aceptó electorados separados para los musulmanes en las legislaturas provinciales, así como en el Consejo Legislativo Imperial. En 1916, la Liga Musulmana tenía entre 500 y 800 miembros, sin embargo, no habían alcanzado su máxima capacidad entre los musulmanes de la India de los últimos años; en la propia Liga, el pacto no tenía respaldo unánime, en gran parte después de haber sido negociado por un grupo de "jóvenes del partido" musulmanes de las provincias Unidas (UP), sobre todo, por dos hermanos, Mohammad y Shaukat Ali, que habían adoptado la causa Panislámica; Sin embargo, tenían apoyo de un joven abogado de Bombay, Muhammad Ali Jinnah, que más tarde ascendió a roles de poder tanto en la Liga como en el movimiento de independencia de la India. En años posteriores, todas las ramificaciones del pacto se desarrollaron, lo fue visto como beneficio para las élites de minoría musulmana de provincias como UP y Bihar, más que para las mayorías musulmanas de Punjab y Bengal, sin embargo, en ese momento, el «Pacto de Lucknow» fue un hito importante en la agitación nacionalista y fue visto de esa forma por los británicos.

## Las reformas Montague-Chelmsford: 1919
Montague y Chelmsford presentaron su reporte en julio de 1918 después de un largo viaje de investigación a través de la India el invierno anterior. Después de múltiples discusiones por el Gobierno y el Parlamento en Gran Bretaña, y la otra gira por el Comité de Franquicias y funciones con el propósito de identificar quién entre la población india podían votar en futuras elecciones, el Acta de Gobierno de la India de 1919 (también conocido como Las reformas Montague - Chelmsford) fue aprobada en diciembre de 1919. La nueva acta ampliaba tanto los consejos legislativos provinciales como los imperiales y derogó el Gobierno de recurso de la India a la "mayoría oficial" en votos desfavorables. A pesar de que los departamentos de defensa, el de relaciones exteriores, el de derecho penal, las comunicaciones, y los ingresos generados por los impuestos fueron retenidos por el Virrey y el gobierno central de Nueva Delhi. Otros departamentos como la salud pública, la educación, la renta de la tierra, y la autonomía local fueron trasladados a las provincias. A partir del acta las provincias ahora serían administradas bajo un nuevo sistema dyarchical, mediante el cual algunas áreas como la educación, la agricultura, el desarrollo de infraestructura, y el autogobierno local se convirtieron en el dominio exclusivo de los ministros y legisladores de la India, y en última instancia los electores de la India, mientras que otros, como el riego, ingreso por la tierra, la policía, las prisiones, y el control de los medios de comunicación permanecieron dentro del ámbito de competencia del gobernador británico y su consejo ejecutivo. La nueva acta también facilitó para los indios la posibilidad de ser admitidos en el servicio civil y el cuerpo de oficiales del ejército.
Un gran número de indios ahora se emanciparon, aunque, para la votación a nivel nacional solo constituían el 10 % de la población total de adultos de sexo masculino, muchos de los cuales todavía eran analfabetos. En las legislaturas provinciales, los británicos continuaron ejerciendo cierto control mediante la asignación de asientos para los intereses especiales que consideraban cooperativos o útiles. En particular los candidatos rurales, generalmente afines al dominio británico y menos a su confrontación, asignaron más butacas que sus contra partes urbanas. Los asientos también estaban reservados para los no brahmanes, como terratenientes, empresarios y graduados de la universidad. El director de "representación comunal", que era una parte integral de las reformas Minto-Morley, y más recientemente del Pacto de Lucknow del Congreso de la Liga musulmana, se reafirmó con los asientos reservados para los musulmanes, sijs, indios cristianos, los anglo-indios y los europeos domiciliados, tanto en los consejos legislativos provinciales e Imperiales. Las reformas Montague-Chelmsford ofrecían a los indios la oportunidad más importante hasta ahora, el ejercicio del poder legislativo, especialmente a nivel provincial; sin embargo, esa oportunidad también fue restringida por el número aun limitado de votantes, por los pequeños presupuestos disponibles para las legislaturas provinciales, y por la presencia de asientos de interés rurales y especiales que fueron vistos como instrumentos de control británico.

## La teoría de dos naciones
En 1937, Savarkar en su discurso presidencial en la sesión abierta de la Mahasabha hindú celebrada en Ahmedabad afirmó: «La India no se puede asumir hoy como nación unitaria y homogénea, sino por el contrario hay dos naciones principales, la hindú y la musulmana». Pronunció la teoría de las dos naciones, por primera vez en 1923, en su ensayo Hindutva, y la siguiente vez, en 1937 en su discurso presidencial a la Mahasabha. En 1923 escribió: «Nosotros, los hindúes estamos unidos no solo por el amor que tenemos por una patria en común y por la sangre que corre por nuestras venas... sino también por el lazo en común del homenaje que prestamos a nuestra gran civilización, nuestra cultura hindú... somos uno porque somos una nación, una raza y propietarios de una Sanskriti [la civilización] común».
Una de las más grandes ironías de la historia del sur de Asia, es que las dos figuras cruciales de la ideología del nacionalismo religioso en el subcontinente, Mohammed Ali Jinnah y Vinayak Damodar Savarkar, eran militares no creyentes. Savarkar podría decirse que difundía la teoría de dos naciones algunos años antes de que la idea de Pakistán se planteara y luego fue puesta en acción por Jinnah y la Liga Musulmana. En su texto seminal 'Hindutva', publicado en 1923, Savarkar dio un giro territorial y racial de la palabra hindú.
«El Dharma de un hindú está completamente vinculado con la tierra de los hindúes, esta tierra de él no es solo una Pitribhu, sino un Punyabhu, quiere decir no es solo una patria sino una tierra sagrada», frase famosa. Lo esencial de la Hindutva, en la mente de Savarkar, no tenía nada que ver con la religión, sino que se basaba en una nación común (rashtra), una raza común (jati) y una civilización común (sanskriti). Este fue un capítulo en la vida personal de Savarkar, en la que fue ferozmente ateo. Declaró públicamente que no había nada de sagrado en las vacas y aconsejó a los hindúes a abandonar el vegetarianismo. La opinión de Jinnah acerca de la religión tenía similitudes con la de Savarkar. En 1940, Jinnah mencionó animando a 100 000 de seguidores de la Liga Musulmana en Lahore: «Los musulmanes no son una minoría si no una nación. El problema en la India no es entre comunidades, si no de carácter internacional, y debe ser tratado como tal». Savarkar no estaba en desacuerdo, y unos años más tarde proclamó: «No tengo nada en contra de la teoría de dos naciones del señor Jinnah. Nosotros los hindúes somos una nación por nosotros mismos y es un hecho histórico que los hindúes y los musulmanes son dos naciones».
Sin embargo, en una fase anterior, Jinnah - era un fumador en cadena, elegantemente vestido, abogado educado en Londres, con credenciales liberales impecables. Gopal Krishna Gokhale le había aclamado a Jinnah como el "mejor embajador de la unidad entre hindúes y musulmanes". El historiador Ayesha Jalal escribió que en la estela del movimiento Khilafat en 1920, Jinnah "ridiculizó y etiquetó como falso y peligroso el frenesí religioso, que se había confundido a los políticos de la India, y los fanáticos, tanto hindúes como musulmanes, y esto estaba perjudicando a la causa nacional. Pero eso no le impidió usar la religión para defender el separatismo musulmán. Jinnah mantuvo a los ulemas a distancia a lo largo de su vida, pero estaba perfectamente dispuesto a usarlos para promover la causa de una patria independiente para los musulmanes del sur de Asia. Exactamente como Savarkar, que a pesar de toda su retórica contra los musulmanes y su pasión por la India unida, no solo estableció las coaliciones en Sindh y Bengala con la Liga Musulmana, también peleó por Pakistán, y aun así estaba orgulloso de estas alianzas.
La contradicción entre las creencias personales de Jinnah y el uso político de la religión se hicieron evidentes en sus últimos años. De este modo, en 1946, Jinnah no tuvo reparos en pedir a los musulmanes que se lanzasen a la "acción directa", lo que dio lugar a los disturbios generalizados y el derramamiento de sangre en nombre de la religión. Aunque un año después, en su famoso discurso en la Asamblea Constituyente el 11 de agosto de 1947 en el que habló de un Pakistán secular e inclusivo, Jinnah trató de meter al genio religioso en la botella. Sin embargo, el daño ya estaba hecho.
Savarkar no tenía tales dudas. A pesar de que era receptivo a la idea de que los musulmanes deberían tener su propia nación, su hostilidad hacia ellos se mantuvo incólume. Incluso a la edad de 82 años, escribió durante la guerra indo-pakistaní de 1965: «Los actos bárbaros de Pakistán como el secuestro y la violación de mujeres indias no se detendrían a menos que Pakistán recibiera lo que había dado».

## Patria musulmana, elecciones provinciales, Segunda Guerra Mundial y Resolución de Lahore: 1930-1945
Aunque Choudhry Rahmat Ali publicó en 1933 un panfleto, Ahora o nunca, en el que se usó por primera vez el término «Pakistán», «la tierra de los puros», comprendiendo el Punyab, la provincia Frontera Noroeste, Cachemira, Sindh y Baluchistán, este folleto no atrajo la atención política. Un poco más tarde, una delegación musulmana en la Comisión Parlamentaria sobre las reformas constitucionales de la India, dio poca importancia a la idea de Pakistán, que calificó de «quimérica e impracticable».
Dos años más tarde, en 1935 el acta de Gobierno de la India introdujo la autonomía provincial, aumentando el número de votantes en la India hasta los 35 millones. Más significativamente, los problemas de orden fueron transferidos por primera vez de la autoridad británica a los gobiernos provinciales encabezadas por los indios. Esto hizo que aumentara la ansiedad de los musulmanes acerca de una eventual dominación hindú. En las elecciones provinciales de 1937, La Liga Musulmana obtuvo su mejor resultado en las provincias de minoría musulmana, así como las Provincias Unidas, donde ganó 29 de los 64 asientos reservados para los musulmanes. Sin embargo, en las regiones del Punyab y Bengala con mayoría musulmana del However, los partidos regionales superaron a la Liga. En el Punyab, el partido de la unión de Sikandar Hayat Khan, ganó las elecciones y formó un gobierno con el apoyo del Congreso Nacional y el Shiromani Akali Dal, que duró cinco años. En Bengala, la Liga había compartido el poder en una coalición con A.K. Fazlul Huq, el líder del partido Krishak Praja.
Por otra parte, el Congreso ganó 716 de los 1585 asientos de la asamblea provincial, y fue capaz de formar gobierno en 7 de las 11 provincias de la India Británica. En su manifiesto, el Congreso sostuvo que los asuntos religiosos eran de menor importancia para las masas que los asuntos económicos y sociales. Sin embargo, la elección rebeló que el Congreso solo había puesto a disposición 58 de un total de 482 de asientos musulmanes, y de estos solo ganaron 26. En las Provincias Unidas, donde el congreso ganó, este ofreció compartir el poder con la Liga, condición de que la Liga dejara de representar únicamente a musulmanes, a lo que la Liga se negó. Fue un error, y alienó al Congreso lejos de las masas musulmanas. Además, la nueva administración de las Provincias Unidas promulgó la protección a las vacas y la práctica del hindi. La élite musulmana en las Provincias Unidas enloqueció cuando vio las escenas caóticas del nuevo Congreso del Raj, en el que grandes cantidades de personas de la población rural se presentaban algunas veces en los edificios de gobierno, donde nos se les podía distinguir de los administradores y del personal de seguridad.
La Liga Musulmana condujo su propia investigación sobre las condiciones de los musulmanes, en las provincias gobernadas por el Congreso. Lo que encontraron en esas investigaciones incrementó el miedo entre las masas musulmanas de una futura dominación hindú. La visión de que los musulmanes iban a ser tratados injustamente en una India independiente dominada por el Congreso, era en ese momento parte del discurso público de los musulmanes. Con el estallido de la Segunda Guerra Mundial en 1939, el virrey, Lord Linlithgow, declaró la guerra a favor de la India sin consultar con los líderes indios, conduciendo a los ministros del congreso provincial a rendirse en protesta. La Liga Musulmana que funcionaba bajo un estado patronal, en contraste, organizó celebraciones por el "Día de deliberación" (de la dominación por parte del Congreso) y fue apoyado por Gran Bretaña aunque estaba en guerra. Cuando Linlithgow, se reunió con los líderes nacionalistas, le dio el mismo estatus a Jinnah que le había dado a Gandhi, y un mes después describió al Congreso como una «organización hindú».
En marzo de 1940, en la sesión anual de tres días de la Liga en Lahore, Jinnah dio un discurso en inglés de dos horas, en el cual presentó argumentos de la teoría de dos naciones, poniendo en escena las palabras de los historiadores Singh y Talbot, de que «Musulmanes e Hindúes… eran comunidades religiosas irreconciliablemente opuestas, y por lo tanto ningún arreglo que pueda satisfacer las aspiraciones de ambas partes, podría ser impuesto». En el último día de sesión, la Liga aprobó lo que se le dio a conocer cómo la resolución de Lahore, también conocida como la «Resolución de Pakistán»  demandando que las «áreas en las que los musulmanes eran mayoría, así como en las zonas del Noreste y el este de la India, debían ser agrupados para constituir estados independientes cuyas unidades constituyentes fueran autónomas y soberanas». A pesar de haber sido fundada más de tres décadas antes, únicamente durante la Segunda Guerra Mundial la Liga buscó reunir el apoyo de los musulmanes del sur de Asia.
En marzo de 1942, con la rápida movilización japonesa en la península malaya, después de la caída de Singapur y con el apoyo de los americanos para lograr la independencia de la India, Winston Churchill, el primer ministro de Gran Bretaña en tiempos de guerra, envió a sir Stafford Cripps, el líder de la Cámara de los Comunes del Reino Unido, con una oferta de condición de dominio de India en intercambio del apoyo del Congreso a favor de la guerra. No deseando perder el apoyo de los aliados ya habían asegurado a la Liga Musulmana, a los unionistas del Punjab, y los príncipes, los cripps ofrecieron incluir una cláusula que establecer que ninguna parte del Imperio indio británico se vería forzado a unirse al dominio posguerra. Como resultado de la condición, las propuestas fueron rechazadas por el Congreso, que desde su fundación como un grupo de abogados educados en 1885, se veía a sí mismo como representante de todas las creencias de la India. Después de la llegada de Gandhi en 1920, el estratega preeminente del nacionalismo indio, que el Congreso se había transformado en un movimiento en masa nacionalista de millones de adeptos. En agosto de 1942, el Congreso de la India puso en marcha la resolución Quit India que solicitó cambios drásticos constitucionales, que los británicos vieron como la más seria amenaza a su gobierno desde la rebelión de la India de 1857. Con sus recursos y la atención ya esparciéndose poco a poco por una guerra mundial, los británicos nerviosos encarcelaron inmediatamente a los líderes del Congreso y los mantuvieron en la cárcel hasta agosto de 1945, mientras que la Liga Musulmana era libre por los próximos tres años para difundir su mensaje. En consecuencia, el récord de la Liga Musulmana se disparó durante la guerra con Jinnah admitiendo: «La guerra a la que nadie dio la bienvenida resultó ser una bendición disfrazada». Aunque hubo otros políticos musulmanes nacionales importantes, como el líder del Congreso Ab'ul Kalam Azad, políticos musulmanes regionales influyentes, como AK Fazlul Huq, del Partido Izquierdista Praja Krishak en Bengala, Sikander Hyat Khan arrendador del Partido de la Unión del Punyab, y Khan Abdul Ghaffar Khan del pro-Congreso Khudai Khidmatgar (popularmente, "camisas rojas") en la frontera oeste de la provincia, los británicos comenzaron a ver a la Liga como el principal representante de la India musulmana.

## Misión del gabinete, Día de Acción Directa, el Plan de Partición, Independencia 1946-1947
| |
| Miembros del Gabinete Misión a la india en 1946 en un encuentro con Muhammad Ali Jinnah. En el extremo izquierdo está Lord Pethick Lawrence; en el extremo de la derecha está Sir Stafford Cripps. |

|                                                                                       |
| Gandhi en Bela, Bihar, antes de los ataques a los musulmanes, el 28 de marzo de 1947. |

En enero de 1946, una serie de motines estalló en las fuerzas armadas, empezando por la de los militares de la RAF frustrados con su lenta repatriación a Gran Bretaña. Los motines llegaron a un punto con el motín de la Armada Real de la India en Bombay en febrero de 1946, seguido de otros en Calcuta, Madras, y Karachi. A pesar de que los motines fueron suprimidos rápidamente, tenían el efecto de estimular a la acción al nuevo gobierno laborista en Gran Bretaña, y conduciendo a la misión del gabinete a la India dirigido por el secretario de Estado para la India, Lord Pethick Lawrence, y Sir Stafford Cripps, quien había hecho una visita cuatro años antes. También a principios de 1946, se convocaron nuevas elecciones en la India. Anteriormente, al final de la guerra en 1945, el gobierno colonial había anunciado el juicio público de los tres oficiales superiores del derrotado Ejército Nacional Indio de Subhas Chandra Bose, que fue acusado de traición. Como comenzaron los juicios, los líderes del Congreso, aunque ambivalentes hacia el INA, optaron por defender a los oficiales acusados. Las condenas subsiguientes de los oficiales, la protesta pública en contra de las convicciones, y la eventual remisión de las sentencias, creó una propaganda positiva para el Congreso, que solo ayudó en las victorias electorales posteriores del partido en ocho de las once provincias. Sin embargo, las negociaciones entre el Congreso y la Liga Musulmana, entorpecieron con el problema de la partición.
Jinnah proclamó el 16 de agosto de 1946, el Día de Acción Directa, con una meta de destacar pacíficamente, la demanda de una patria musulmana en la India Británica. Sin embargo, en la mañana del 16 bandas de musulmanes armados se reunieron en el monumento Ochterlony en Calcuta a escuchar a Huseyn Shaheed Suhrawardy, jefe de Gobierno de la Liga de Bengala, que en palabras del Historiador Yasmin Khan, «si él no incito explícitamente a la violencia, ciertamente le dio a la multitud la impresión de que ellos podían actuar con impunidad, que ni la policía o la milicia iba a ser llamada, que el ministerio iba a permanecer ciego a cualquier acción que fuera desencadenada en la Ciudad». Esa misma tarde, en Calcuta, hindúes fueron atacados por musulmanes que regresaban en celebración, que llevaban panfletos distribuidos anteriormente mostrando una clara conexión entre la violencia y la demanda por Pakistán, y que implicaban a la celebración del Día de Acción Directa directamente con el estallido de la espiral de violencia que sería más adelante llamado «La gran matanza de Calcuta de agosto de 1946». Al día siguiente, los hindúes contra atacaron y la violencia continuó durante tres días en los que aproximadamente 4000 personas murieron (según las cifras oficiales), los hindúes y los musulmanes en igual número. Aunque la India había tenido anteriores brotes de violencia religiosa entre hindúes y musulmanes (Malabar en 1921-1922 y en la Frontera del Noroeste en 1924), los homicidios de Calcuta fueron los primeros en mostrar características de lo que se conoce modernamente como «limpieza étnica». La violencia no se limitó a la esfera pública, se introdujo en los hogares, destruyéndolos, y las mujeres y los niños fueron atacados. A pesar de que tanto el Gobierno de la India como el Congreso fueron sacudidos por el curso de los acontecimientos, en septiembre, un gobierno interino encabezado por el Congreso se instaló, con Jawaharlal Nehru como primer ministro de la India unida.
La violencia comunal se esparció a Bihar entre el 24 de octubre y el 11 de noviembre (donde los musulmanes fueron atacados por los hindúes), a Noakhali en Bengala (donde los hindúes fueron atacados por los musulmanes), a Garhmukteshwar en las Provincias Unidas (donde los musulmanes fueron atacados por los hindúes), a la División Hazara en diciembre de 1946 (musulmanes atacaron y expulsaron a sij e hindúes) y luego a Rawalpindi y Multán en marzo de 1947, (donde los hindúes y sijs fueron masacrados y expulsados por los musulmanes).
Vallabhbhai Patel fue uno de los primeros líderes del Congreso en aceptar la partición de la India como una solución para el levantamiento del movimiento separatista musulmán dirigido por Muhammad Ali Jinnah. Había sido ultrajado por la campaña de acción directa de Jinnah, que había provocado la violencia comunitaria en toda la India y por los vetos del virrey de los planes de su departamento para detener la violencia por motivos constitucionales. Patel fue severamente criticado en la inducción del virrey a los ministros de la Liga dentro del gobierno, y se revalidó el esquema de agrupación del régimen por los británicos sin la aprobación del Congreso. Aunque indignado, por el boicot de la Liga en la asamblea y por la falta de aceptación del plan del 16 de mayo, a pesar haber llegado al gobierno, él también era consciente de que Jinnah gozaba apoyo popular entre los musulmanes, y que un conflicto abierto entre él y los nacionalistas podría degenerar en una guerra civil entre hindúes y musulmanes de consecuencias desastrosas. Patel tenía en cuenta que la continuación de un gobierno central fragmentado y débil, daría lugar una fragmentación más amplia de la India ya que alentaría a más de 600 estados principescos hacia la independencia.
Entre los meses de diciembre de 1946 y enero de 1947, Patel trabajó con funcionario V. P. Menon en la sugerencia de este último para lograr un dominio separado de Pakistán creado a partir de las provincias de mayoría musulmana. En enero y marzo de 1947, la violencia comunal en Bengala y Punjab convenció aún más Patel, de la solidez de la partición. Patel, un feroz crítico de la demanda de Jinnah de que las zonas de mayoría hindú de Punjab y Bengala deberían ser incluidas en el estado musulmán, obtuvo la partición de esas provincias, bloqueando así cualquier posibilidad de su inclusión en Pakistán. La perseverancia de Patel en la partición del Punjab y Bengala le había hecho ganar muchos seguidores y admiradores entre el público de la India, que se había cansado de las tácticas de la Liga, pero fue criticada por Gandhi, Nehru, los musulmanes seculares y socialistas por su percibido afán. Cuando Lord Louis Mountbatten propuso formalmente el plan el 3 de junio de 1947, Patel dio su aprobación y presionó Nehru y otros líderes del Congreso para aceptar la propuesta. Conociendo la profunda angustia de Gandhi sobre las propuestas de partición, Patel se comprometió en una discusión franca en la reuniones privadas sobre la inviabilidad práctica percibida de cualquier coalición Congreso-Liga, el aumento de la violencia y la amenaza de guerra civil. En la reunión del Comité del Congreso de Toda la India se llamó a votar sobre la propuesta, Patel dijo:

Entiendo plenamente los temores de nuestros hermanos de de las zonas de mayoría musulmana. A nadie le gusta la división de la India y mi corazón está afligido. Pero la elección es entre una división y muchas divisiones. Debemos enfrentar los hechos. No podemos dar paso a la emotividad y sentimentalismo. El Comité de Trabajo ha dejado de actuar por miedo. Pero yo le temo a una cosa, que todo nuestro esfuerzo y trabajo duro de estos años podrían irse a la basura o resultar infructuosos. Mis nueve meses en el cargo me han desilusionado por completo con respecto a los supuestos méritos de la misión del gabinete. A excepción de algunas honrosas excepciones, los funcionarios musulmanes de arriba hacia abajo a los chaprasis (peones o sirvientes) están trabajando para la Liga. El veto colectivo que se le dio a la Liga en el plan de la misión habría bloqueado el progreso de la India en todas las etapas. Nos guste o no, de hecho, Pakistán ya existe en el Punjab y Bengala. Bajo las circunstancias preferiría un Pakistán legal, que pueda hacer que la Liga sea más responsable. La libertad está por venir. Tenemos del 75 al 80 por ciento de la India, lo que podemos fortalecer con nuestro propio genio. La Liga puede desarrollarse en el resto del país.

Tras la negación de Gandhi, seguido por la aprobación del plan del Congreso, Patel representó a la India en el Consejo de reparto, donde supervisó la división de los bienes públicos, y seleccionó el Consejo Indio de ministros con Nehru. Sin embargo, ni él ni ningún otro líder indio había previsto la intensa violencia y la transferencia de la población que se llevaría a cabo con la partición.
A finales de 1946, el gobierno laborista de Gran Bretaña, con sus fondos públicos agotados por la recién alcanzada conclusión de la Segunda Guerra Mundial, decidió poner fin a la dominación británica de la India, a principios de 1947 y anunció su intención de transferir el poder a más tardar en junio de 1948. Sin embargo, con el ejército británico sin preparación para el potencial de aumento de la violencia, el nuevo virrey, Louis Mountbatten, adelantó la fecha para la transferencia del poder, lo que permitió menos de seis meses para la creación de un plan de común acuerdo por la independencia. En junio de 1947, los líderes nacionalistas, entre ellos Nehru y Patel a favor del Congreso, Liyaqat Ali y Suhrawardhy en representación de la Liga Musulmana, y el Maestro Tara Singh como representante de los Sijs. Tara Singh se unió como quinto miembro representando a Akalis, más adelante se acordó una partición del país a lo largo de líneas religiosas, en una contrastante oposición con las ideas de Gandhi. Las áreas predominantemente hindúes y sij fueron asignados a la nuevo India y las áreas predominantemente musulmanas a la nueva nación de Pakistán; el plan incluía una partición de las provincias de mayoría musulmana de Punjab y Bengala. La violencia comunal que acompañó el anuncio de la Línea Radcliffe o línea de partición, fue todavía más horrible.

Los historiadores Ian Talbot y Gurharpal Singh escriben sobre la violencia que acompañó a la partición de la India: 
Hay numerosos testimonios del desmembramiento y la mutilación de las víctimas. El catálogo de horrores incluye el destripamiento de las mujeres embarazadas, los portazos de las cabezas de los bebés contra las paredes de ladrillo, la amputación de extremidades, los genitales de las víctimas y la exhibición de cabezas y cadáveres. Aunque los disturbios comunales anteriores habían sido mortales, la escala y el nivel de brutalidad no tenía precedentes. Algunos estudiosos cuestionan el uso del término "genocidio" con respecto a las matanzas de la partición, sin embargo mucha de la violencia que se manifestó fue de tendencias genocidas. Ya que fue causada con el propósito de limpiar una generación existente, así como evitar su reproducción futura.
El 14 de agosto de 1947, el nuevo Dominio de Pakistán entró en vigor, con Muhammad Ali Jinnah jurando como primer gobernador general en Karachi. Al día siguiente, 15 de agosto de 1947, la India, ahora como una unión más pequeño de la India, se convirtió en un país independiente con ceremonias oficiales en Nueva Delhi, y con Jawaharlal Nehru asumiendo la oficina del primer ministro, y el virrey, Louis Mountbatten, permaneciendo en como primer gobernador general; Gandhi, sin embargo, permaneció en Bengala prefiriendo trabajar entre los nuevos refugiados del subcontinente con particiones.

## Partición geográfica, 1947

### Plan de Mountbatten
La división actual de la India británica entre los dos nuevos dominios se llevó a cabo de acuerdo a lo que se le conoce como el plan del 3 de junio o Plan de Mountbatten. Se anunció en una conferencia de prensa por Mountbatten el 3 de junio de 1947, cuando también se anunció la fecha de la independencia, el 15 de agosto de 1947. Los puntos principales del plan eran:
- Las asambleas legislativas, sijs, hindúes y musulmanas de Punyab y Bengala se reunirían y votarían por la partición. Si una simple mayoría de cualquiera de los grupos hubiera querido una partición, entonces estas provincias hubieran sido divididas.
- Las provincias unidas tomarían su propia decisión.
- El destino de las provincias de la frontera norte y el distrito de Sylhet de Assam estaba por ser decidido por un referéndum.
- India alcanzó su independencia el 15 de agosto de 1947.
- La independencia separada de Bengala fue descartada.
- Una comisión de fronteras fue designada para atender el caso de partición.

Los líderes políticos de la India aceptaron el plan del 2 de junio. No se ocuparían de la cuestión de los estados principescos, pero el 3 de junio Mountbatten les aconsejó que se mantuvieran independientes y los instó a unirse a uno de los dos nuevos dominios.
La Liga Musulmana que un estado separado fuera concedido. La posición del Congreso sobre la unidad también se tuvo en cuenta al hacer de Pakistán lo más pequeño posible. La fórmula de Mountbatten era dividir India y al mismo tiempo retener la máxima unidad posible.
El 3 de junio de 1947, la Comisión de Trabajo del Congreso aprobó una resolución aceptando la partición de la India. Había tensión comunal, pero no había disturbios comunales de que hablar en el Punjab. Gandhi lo proclamó como 'vrat maun' (día de silencio). Al parecer, fue aislado por Nehru y Patel y era infeliz. Mountbatten lo visitó y dijo que esperaba que Gandhi no se opusiera a la partición de acuerdo con el Plan de Mountbatten. Mountbatten también señaló que estaba sorprendido de que Gandhi guardara un día de silencio en una ocasión tan crucial. Gandhi escribió su réplica en un trozo de papel: «¿Alguna vez me he opuesto a ti?», Mountbatten conserva ese documento como evidencia histórica y todavía se encuentra entre sus documentos.

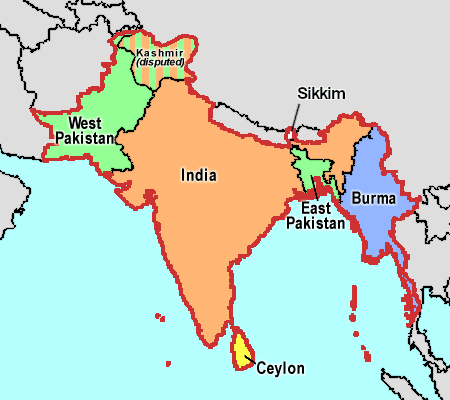
El dominio británico en el subcontinente indio, le concedió la independencia en 1947 y 1948, convirtiéndose en cuatro nuevos estados independientes: la India, Birmania, Sri Lanka, y Pakistán (incluyendo Bengala Oriental, entre 1971 y Bangladés).

Dentro de la India británica, la frontera entre la India y Pakistán (la Línea Radcliffe) fue determinada mediante un informe por encargo del gobierno británico preparado bajo la dirección de un abogado de Londres, Sir Cyril Radcliffe. Pakistán nació con dos enclaves no contiguos, Pakistán Oriental (la actual Bangladés) y Pakistán Occidental, separados geográficamente por la India. La India se formó a partir de las regiones de mayoría hindú de la India británica, y Pakistán de las zonas de mayoría musulmana.
El 18 de julio de 1947, el Parlamento británico aprobó el Acta de Independencia de la India que finalizó el régimen de partición y abandonó la soberanía británica sobre los estados principescos, de los cuales había varios cientos, dejándolos libres para elegir si deseaban pertenecer a uno de los nuevos dominios. El Acta de Gobierno de la India de 1935 fue adaptado para proporcionar un marco jurídico para los nuevos dominios.
Después de su creación como un nuevo país en agosto de 1947, Pakistán solicitó su adhesión a las Naciones Unidas y fue aceptado por la Asamblea General el 30 de septiembre de 1947. El Dominio de la India continuó teniendo su asiento existente como la India que había sido miembro fundador de las Naciones Unidas desde 1945.

### Línea Radcliffe

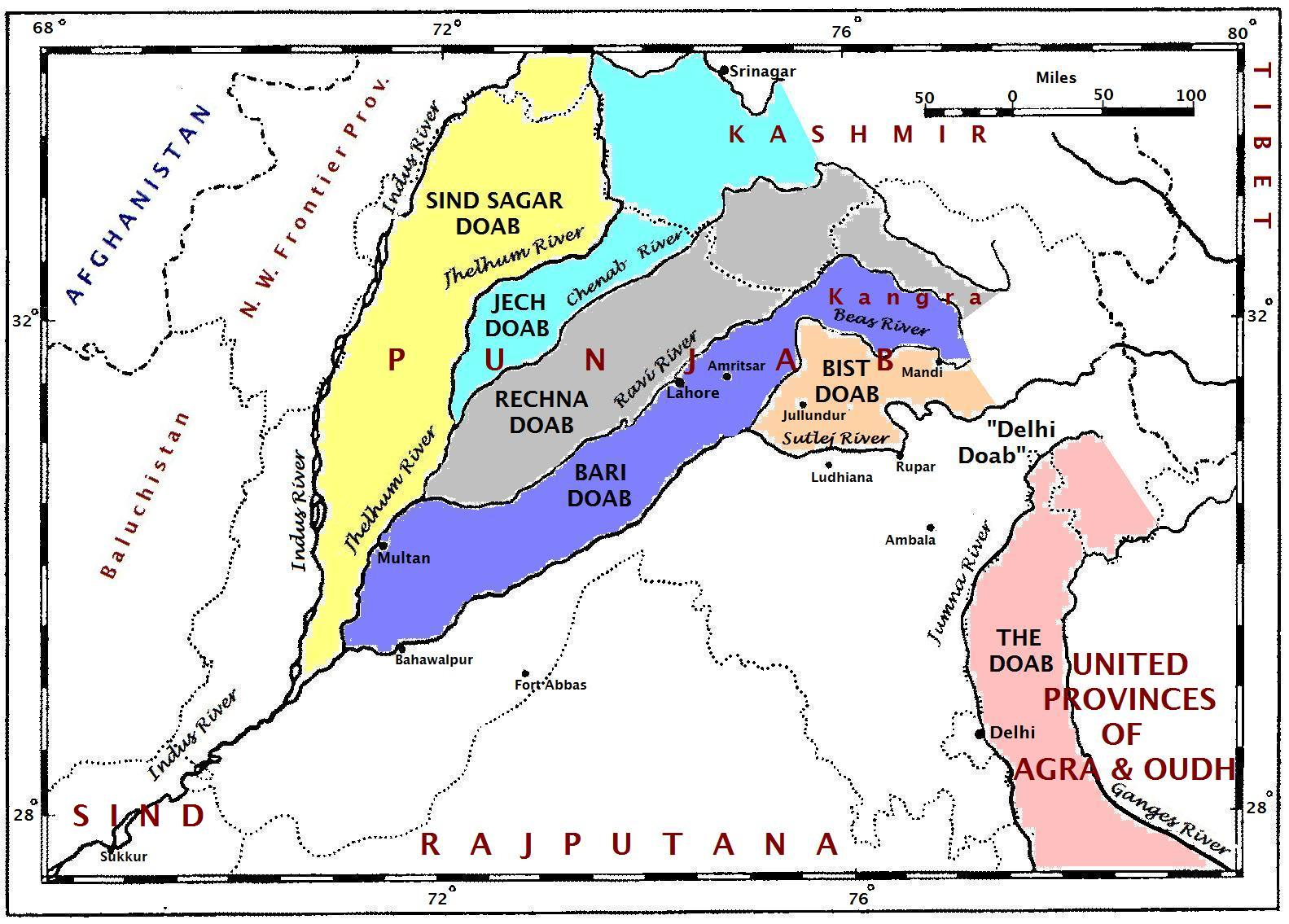
Un mapa de la región del Punyab c. 1947.

Punyab- la región de los cinco ríos al este del río Indio: Jhelum, Chenab, Ravi, Beas y Sutlej - consiste en doabs interfluviales, o extensiones de tierra que se ubican entre dos ríos confluentes. Estos son los doab Sind-Sagar (entre el Indo y el Jhelum), el doab Jech (Jhelum / Chenab), el doab Rechna (Chenab / Ravi), el doab Bari (Ravi / Beas), y el doab Bist (Beas / Sutlej) (véase el mapa). A principios de 1947, en los meses previos a las deliberaciones de la Comisión de Límites de Punyab, las principales zonas en disputa parecían estar en las doabs Bari y Bist, aunque algunas áreas en el Rechna doab fueron reclamados por el Congreso y los sijs. En el doab Bari, los distritos de Gurdaspur, Amritsar, Lahore, y Montgomery (Sahiwal) también fueron disputadas.
Todos estos distritos en disputa (salvo el de Amritsar, que fue un 46,5% musulmán, 36,1% sij y 15,4% hindú) tenía mayoría musulmana; no obstante, en Gurdaspur, esa mayoría, del 51,15%, no era suficiente, quedando todo el distrito en manos indias salvo el tehsil de Shakargarh (51,32% musulmán). En una zona de área de menor escala, solo tres tehsils (subunidades de un distrito) en la sección disputada de los Bari doab tenían mayorías no musulmanas. Estos fueron: Pathankot (54% hindúes, 39% de musulmanes y 5% de sijs, en el extremo norte de Gurdaspur, que no estaba en disputa), Amritsar (45,49% musulmán, 30,83% sij y 22,27% hindú) y Tarn Taran (51,48% sij, 40,7% musulmán y 6,7% hindú) en el distrito de Amritsar. Además, había cuatro tehsils de mayoría musulmana al este de Beas-Sutlej (con Jalandhar 51% y Nakodar 59%, donde los musulmanes superaban en número a hindúes y sijs juntos).
Ante la Comisión de Límites comenzaron las audiencias formales, se crearon gobiernos para las regiones de Punyab Occidental y Oriental. Sus territorios fueron divididos provisionalmente por la "división nocional" basado en las mayorías simples de cada distrito. Tanto en el Punyab y Bengala, la Comisión de Límites consistió en dos jueces musulmanes y dos no musulmanes con Sir Cyril Radcliffe como presidente común.
La misión de la comisión de Punyab estaba redactada de la siguiente manera: «Para delimitar las fronteras de las dos partes del Punyab, se hará sobre la base de la determinación de las zonas contiguas de mayoría musulmana y no musulmanes. Sin embargo, al hacerlo, se tendrá en cuenta otros factores».
Cada lado (los musulmanes y los Congresos/sijs) presentaron su reclamo a través de un abogado, sin libertad para negociar. Los jueces tampoco tenían ningún mandato para comprometer y todas las cuestiones importantes fueron «divididas mitad y mitad, dejando Sir Cyril Radcliffe la tarea ingrata de tomar las decisiones importantes».

## Independencia, traslado de poblaciones, y la violencia
Los intercambios masivos de población se produjeron entre los dos estados recién formados en los meses inmediatamente después de la partición. "La población de la India antes de la división en 1947 era de aproximadamente 390 millones de personas. Después, había 330 millones en la India (85% hindúes, 9,1% musulmanes y 1,9% de sijs), 30 millones en el oeste de Pakistán, incluyendo las Áreas tribales (76,9% musulmanes, 14,8% hindúes, 6,2% sijs y 2% cristianos, sin contar Azad Cachemira y Gilgit-Baltistán del Principado de Jammu y Cachemira anexionadas en enero de 1949, contándola sería 77,34% musulmanes, 14,6% hindúes, 6,2% sijs y 1,6% cristianos), y 30 millones de personas en Pakistán Oriental (actual Bangladés, 70,3% musulmanes y 28% de hindúes)". Una vez establecidas las líneas, alrededor de 14,5 millones de personas cruzaron las fronteras a lo que esperaban iba a ser relativamente más seguro por la mayoría religiosa. El censo de 1951 en Pakistán identificó el número de desplazados en Pakistán a 7 226 600, presumiblemente todos eran musulmanes que habían entrado en Pakistán desde la India. Del mismo modo, el censo de la India 1951 enumeró 7 295 870 personas desplazadas, al parecer, todos hindúes y sijs que se habían trasladado a la India de Pakistán inmediatamente después de la partición. Los cifras suman los 14,5 millones. Dado que los dos censos se llevaron a cabo alrededor de 3,6 años después de la partición, la enumeración incluye aumento neto de la población después de la migración masiva.
Aproximadamente 11,2 millones (77,4 % de las personas desplazadas) estaban en el oeste, como parte de las cifras del Punyab: 6,5 millones de musulmanes se trasladaron desde la India a Pakistán Occidental, y 4,7 millones de hindúes y Sijs se trasladaron desde Pakistán occidental a la India; así la migración neta en el oeste de la India a Pakistán Occidental (actual Pakistán) fue de 1,8 millones.
Los 3,3 millones restantes (22,6 % de las personas desplazadas) se encontraban en el este: 2,6 millones se movieron desde el este de Pakistán a la India y 0,7 millones se movieron desde la India a Pakistán Oriental (actual Bangladés); por lo tanto, la migración neta en el este fue de 1,9 millones de personas a favor de la India. Los gobiernos recientemente formados estaban completamente faltos de equipo para hacer frente a las migraciones de tan asombrosa magnitud, por lo tanto la violencia masiva y masacres se produjo en ambos lados de la frontera. Las estimaciones del número de muertos varían, hay estimaciones bajas en 200 000 y estimaciones altas en 1 000 000. Lawrence James observó que, "Sir Francis Mudie, el gobernador de Punyab Occidental, estima que 500 000 musulmanes murieron tratando de entrar en su provincia, mientras que el alto comisionado británico en Karachi puso el total en 800 000. Estas cifras no cuadran en comparación con las reportadas por Mountbatten y sus partidarios que solo cifran en 200 000 los asesinados" [James 1998: 636].

### Punyab
La parte oeste (75%) de mayoría musulmana se convirtió en la provincia de Punyab Occidental de Pakistán; la parte oriental de mayoría sij (21,14%) e hindú (46,95%) se convirtió en el estado de Punyab de la India. Muchos hindúes y sijs vivieron en el oeste, y muchos musulmanes vivieron en el este, y los temores de todas esas minorías eran tan grande que la partición causó muchas personas desplazadas y mucha violencia entre comunidades.
Lahore y Amritsar estaban en el centro del problema; la Comisión de Fronteras no estaba segura de dónde colocarlos para que formaran parte de la India o de Pakistán. La Comisión decidió dar Lahore a Pakistán, mientras Amritsar se convirtió en parte de la India. Algunas áreas en Punyab occidental, incluyendo Lahore (32%), Rawalpindi (51%), Multan (41%) o Faisalabad (63%), tenían una gran población sij e hindú, y muchos de los residentes fueron atacados o asesinados. Por otro lado, en el este de Punyab, ciudades como Amritsar (47,1%), Ludhiana (62,87%), Gurdaspur (49,7%), y Jalandhar (59,31%) tenían una mayoría de población musulmana, de los cuales miles murieron o emigraron.
Actualmente sólo la ciudad de Malerkotla (68,5%) y el distrito de Mewat (79,2%) tienen mayoría musulmana en la zona adjudicada a la India. En la zona pakistaní actualmente las poblaciones sij (0.01%) e hindú (0,2%) son mínimas.

### Bengala
La provincia de Bengala se dividió en dos entidades separadas, Bengala Occidental que pertenece a la India y Bengala Oriental perteneciente a Pakistán. Bengala Oriental pasó a denominarse Pakistán Oriental en 1955, y más tarde se convirtió en la nación independiente de Bangladés después de la guerra de Liberación de Bangladés, de 1971.
Mientras que se adjudicaron a India los distritos de mayoría musulmana de Murshidabad (57%), Malda (49), Uttar Dinajpur (54%) y Karimganj (50,4%,  anexionado a Assam) provocando la huida de gran parte de la población a Bengala Oriental. Los distritos de Khulna (58%),  Gopalganj (56%) y Maulvibazar (51,31%) de mayoría hindú y el poco poblado de colinas de Chittagong de mayoría budista (73%), le fue dado a Pakistán. Miles de hindúes, ubicados en los distritos de Bengala adjudicados a Pakistán, fueron atacados y esta persecución religiosa obligó a cientos de miles de ellos a buscar refugio en la India.

### Sindh
La mayor parte de la clase media de Sindh (70,75% de musulmanes) en el momento de la partición era hindú (27,12%). Había 1 400 000 sindhis hindúes, aunque la mayoría se concentraron en ciudades como Hyderabad (72%), Karachi (50%), Larkana (71%), Shikarpur (65%) y Sukkur (70%). Cientos de miles de hindúes que residían en Sindh se vieron obligados, a través de disturbios comunales, a abandonar sus hogares y negocios, para vagar por las tierras áridas en busca de un nuevo hogar. La mayoría de la violencia antihindú en Sindh se precipitó por la llegada de refugiados musulmanes de la India. Los hindúes sindhis se enfrentaron a disturbios de baja intensidad a diferencia de los hindúes y sijs del Punyab que se enfrentaron a un genocidio en el oeste de Punyab.

Movimiento de los refugiados a partir de la Partición de la India.

El 6 de diciembre de 1947, la violencia comunal estalló en Ajmer, la India, precipitada por una discusión entre los refugiados sindhi hindúes y musulmanes locales en el Dargah Bazar. La violencia en Ajmer estalló de nuevo en medio de diciembre con puñaladas, un botín y el incendio que causó víctimas en su mayoría musulmanes. Muchos musulmanes huyeron a través del desierto de Thar hasta Sind en Pakistán. Esto provocó más disturbios antihindúes en Hyderabad, Sindh. El 6 de enero un disturbio antihindúes estalló en Karachi, con un estimado de 1100 bajas. 776 000 Sindis hindúes huyeron a la India.
Mientras al Punyab y a Bengala se les dieron la mitad de sus estados, la comunidad sindhi tuvo que hacer frente a la cicatriz permanente por la separación de la totalidad de su tierra natal. Este sufrimiento, las privaciones, la alienación, la angustia, la situación dolorosa de los sindhis que fueron privados de su identidad cultural histórica, geográfica y sociológica, se convirtió en el tema principal de la poesía sindhi.
A pesar de la migración, una población significativa sindhi hindú todavía reside en la provincia paquistaní de Sindh, donde ascienden a alrededor de 2,28 millones según el censo de 1998 de Pakistán; los hindúes sindhis en la India estaban en 2,57 millones según el censo de 2001 de la India. Algunos distritos limítrofes en Sindh eran mayoritariamente hindúes como el distrito Tharparkar, Umerkot, Mirpurkhas, Sanghar y Badin, pero su población está disminuyendo y se consideran una minoría en declive. De hecho, solo Umerkot, División de Mirpur Khas todavía tiene una mayoría de hindúes (52,15%) en el distrito.

### Delhi
Durante siglos Delhi había sido la capital del Imperio Mogol y de anteriores gobernantes musulmanes turcos del norte de la India. La serie de gobernantes islámicos mantuvieron a Delhi como la fortaleza de sus imperio, lo que dejó un vasto conjunto de arquitectura islámica en Delhi y una fuerte cultura islámica impregnada en la ciudad. El censo de 1941 muestra que la población de Delhi consta de 33,22 % de musulmanes.
Sin embargo, miles de refugiados hindúes y sij del Punyab se esparcieron en la ciudad. Esto creó una atmósfera de trastornos como los pogromos contra los musulmanes, sacudieron la fortaleza histórica de la cultura y la política Indo-islámica. El primer ministro indio Jawaharlal Nehru estimó 1000 víctimas en la ciudad. Sin embargo, otras fuentes afirmaron que las cifras habían sido 20 veces mayores. La cuenta más reciente de Gyanendra Pandey de la violencia en Delhi sitúa las cifras de víctimas musulmanas en Delhi entre 20 000-25 000.
Decenas de miles de musulmanes fueron expulsados de los campos de refugiados, independientemente de sus afiliaciones políticas y numerosos lugares de interés en Delhi como el Purana Qila, Idgah y Nizamuddin se transformaron en campos de refugiados. En la culminación de las tensiones en Delhi 330 000 musulmanes se vieron obligados a huir de la ciudad a Pakistán. El censo 1951 registró una caída de la población musulmana en la ciudad del 33,22 % en 1941 al 5,33 % en 1951. Según el último censo realizado en la India, el del 2011, actualmente los musulmanes suponen el 12,86%.

### Alwar y Bharatpur
Alwar y Bharatpur eran dos estados principescos de Rajputana (la actual Rayastán), que fueron un escenario de un sangriento enfrentamiento entre la comunidad dominante, los poseedores de tierra Jats hindúes y la comunidad agricultora musulmana de Meos, a partir de mayo de 1947 en adelante. En los meses anteriores a la partición de la India en agosto de 1947, disturbios comunales estallaron entre los musulmanes meos y los hindúes.
Como consecuencia de los ataques violentos sin precedentes que se desataron contra ellos en 1947, 100 000 musulmanes Meos de Alwar y Bharatpur se vieron obligados a abandonar sus hogares y se estima que 30 000 Meos fueron masacrados. Como consecuencia de este brote de violencia en estos dos estados principescos de Rajputana, decenas de miles de musulmanes Meos huyeron a través de la nueva frontera internacional a Pakistán.

## Reasentamiento de los refugiados en la India: 1947-1957
De acuerdo con el censo de la India de 1951 el 2 % de la población de la India eran refugiados (1,3 % del Pakistán Occidental y el 0,7 % del Pakistán Oriental). Delhi recibió el mayor número de refugiados para una sola ciudad, la población de Delhi creció rápidamente en 1947 de estar por debajo de 1 millón (917 939) llegó a un poco menos de 2 millones (1 744 072) durante el período 1941-1951.
Los refugiados fueron alojados en diversos lugares históricos y militares, como el Purana Qila, el Fuerte Rojo, y los cuarteles militares de Kingsway Camp (alrededor del actual Universidad de Delhi). Este último se convirtió en el sitio de uno de los mayores campos de refugiados en el norte de la India, en un momento dado albergó a más de 35 000 refugiados, además del campamento de Kurukshetra cerca de Panipat. Los campos se convirtieron más tarde en viviendas permanentes a través de extensos proyectos de construcción llevados a cabo por el Gobierno de la India a partir de 1948. Un número considerable de colonias de viviendas en Delhi aparecieron alrededor de este período como Lajpat Nagar, Rajinder Nagar, Nizamuddin Oriente, Punyabi Bagh, Rehgar Pura, Jangpura y Kingsway Camp. Se buscaba proveer un número de esquemas tales como la provisión de educación, oportunidades de empleo, y préstamos fáciles para iniciar negocios, con el objetivo de ayudar a los refugiados toda la India.
Muchos sijs e hindúes huyeron del Punyab del oeste y se establecieron en Punyab del este (esto también incluyó Haryana y Himachal Pradesh) y Delhi. Hindúes que huían de Pakistán Oriental (actual Bangladés) se establecieron en toda la India y el noreste de la India, muchos también acabaron en los estados indios vecinos, como Bengala Occidental, Assam y Tripura. Algunos migrantes fueron enviados a las islas Andamán donde hoy en día los bengalíes forman el mayor grupo lingüístico.
Sindis hindúes se establecieron principalmente en Guyarat, Maharashtra y Rajasthan. No obstante, algunos se establecieron más lejos en Madhya Pradesh. Un nuevo municipio se estableció para los refugiados hindúes sindhi en Maharashtra. El gobernador general de la India, Sir Rajagopalachari sentó las bases de este municipio y lo llamó Ulhasnagar (llamada, ciudad de la alegría). Muchos refugiados sindhis superaron la pobreza, a pesar de que la pérdida de una patria tuvo un efecto profundo y duradero en su cultura sindhi.
A finales del 2004, la diáspora sindhi fervientemente se opuso a un litigio de interés público en el Tribunal Supremo de la India, donde le pidió al gobierno de la India suprimir la palabra "Sindh" del Himno Nacional Indio (escrito por Rabindranath Tagore antes de la partición) en términos de que violaba la soberanía de Pakistán.

## Reasentamiento de refugiados en Pakistán: 1947-1957
El censo de 1951 registró Pakistán que el mayor número de refugiados musulmanes que llegaron desde Punyab del Este y los estados cercanos Rajputana (Alwar y Bharatpur). Eran aproximadamente 5 783 100 y constituyeron el 80,1 % de la población total de refugiados de Pakistán. Este fue el efecto del genocidio retributivo en ambos lados del Punyab, donde la población musulmana de Punyab Oriental fue expulsada por la fuerza al igual que la población hindú / sij en el Punyab Occidental. La migración desde otras regiones de la India fue la siguiente: Bihar, Bengala Occidental y Orissa, 700 300 o el 9,8 %; UP y Delhi 464 200 o el 2,4 %; Guyarat y Bombay, 160. 400 o el 2,2 %; Bhopal y Hyderabad 95 200 o el 1,2 %; y Madras y Mysore 18 000 o 0,2 %.
Por lo que se refiere al asentamiento en Pakistán, el 97,4 % de los refugiados del este de Punyab y sus áreas contiguas fueron a Punyab Occidental; 95,9 % de Bihar, Bengala Occidental y Orissa para el antiguo Pakistán Oriental; 95,5 % de UP y Delhi a Pakistán occidental, principalmente Karachi y Sind; 97,2 % de Bhopal y Hyderabad a Pakistán occidental, principalmente Karachi; y el 98,9 % de Bombay y Guyarat al oeste de Pakistán, en gran parte a Karachi; y el 98,9 % de Madras y Mysore fue a Pakistán occidental, principalmente Karachi.
Punyab Occidental recibió el mayor número de refugiados (73,1 %), principalmente del este de Punyab y sus áreas contiguas. El Gobierno llevó a cabo un censo de refugiados en Punyab Occidental en 1948, lo que mostró que su lugar de origen era la India.
Los datos sobre el número de refugiados musulmanes en el oeste de Punyab de los distritos del este de Punyab y Regiones Vecinas
| Lugares                      | Cifras  |
| ---------------------------- | ------- |
| Amritsar (Punyab del este)   | 741 444 |
| Jullender (Punyab del este)  | 520 189 |
| Gurdaspur (Punyab del este   | 499 793 |
| Hoshiarpur (Punyab del este) | 384 448 |
| Karnal (Punyab del este)     | 306 509 |
| Hissar (Punyab del este)     | 287 479 |
| Ludhiana (Punyab del este)   | 255 864 |
| Ambala (Punyab del este)     | 222 939 |
| Gurgaon (Punyab del este)    | 80 537  |
| Rontak (Punyab del este)     | 172 640 |
| Delhi                        | 91 185  |
| Kangra (Punyab del este)     | 33 826  |
| Provincias Unidas            | 28 363  |
| Simla (Punyab del este)      | 11 300  |

Los datos sobre el número de refugiados musulmanes de Punyab del oeste de los estados principescos en Punyab del este y Rajputana
| Lugar                                | Cifras  |
| ------------------------------------ | ------- |
| Patiala (Punyab del este)            | 308 948 |
| Alwar (Punyab del este)              | 191 567 |
| Kapurthala (Punyab del este)         | 172 079 |
| Faridkot (Punyab del este)           | 66 596  |
| Bharatpur (Rajputana)                | 43 614  |
| Naba (Punyab del este)               | 43 538  |
| Jina (Punyab del este)               | 41 696  |
| Todos los estados pequeños faltantes | 39 322  |

Bengala Oriental recibió el segundo mayor número de refugiados, 699 100, que constituían el 9,7 % de la población de refugiados musulmanes total en Pakistán. 66.69 % de los refugiados en Bengala Oriental se originó en Bengala Occidental, 14,50 % de Bihar y 11,84 % de Assam.
Karachi recibió el 8,5 % de la población migrante total, mientras que Sind recibió 7,6 %. PFNM y Baluchistán recibieron el número más bajo de los migrantes. PFNM recibió 51 100 inmigrantes (0,7 % de la población migrante), mientras que Baluchistán recibió 28 000 (0,4 % de la población migrante).

## Personas desaparecidas
Un estudio de las entradas y salidas de la población total de los distritos de Punyab, utilizando los datos proporcionados por el censo de 1931 y 1951 ha dado lugar a una estimación de 1,26 millones de musulmanes desaparecidos que dejaron el oeste de India, pero no llegaron a Pakistán. El número correspondiente de desapariciones hindúes y sijs a lo largo de la frontera occidental se estima en aproximadamente 0,84 millones. Esto pone al total de personas desaparecidas debido a la migración relacionada con las particiones a lo largo de la frontera de Punyab cerca de los 2,2 millones.

## Rehabilitación de las mujeres
Ambas partes prometieron mutuamente que iban a tratar de regresar a las mujeres secuestradas durante los disturbios. El gobierno de la India afirmó que 33 000 mujeres hindúes y sij fueron secuestrada, y el gobierno de Pakistán afirmó que 50 000 mujeres musulmanas fueron secuestrados durante los disturbios. En 1949, hubo demandas gubernamentales de que 12 000 mujeres habían sido recuperados en la India y en Pakistán 6000. En 1954 había 20,728 mujeres musulmanas recuperadas y 9032 mujeres hindúes y sij recuperadas de Pakistán. La mayoría de las mujeres hindúes y sij se negaron a volver a la India por temor a que ellas nunca serían aceptadas por su familia, un miedo también reflejado por las mujeres musulmanas.

## Migración después de la partición

### Pakistán
Incluso después del censo de 1951 muchas familias musulmanas de la India continuaron migrando a Pakistán a lo largo de la década de 1950 y hasta principios de 1960.
La investigación ha encontrado que hay tres fases predominantes de la migración musulmana de la India a Pakistán Occidental. La primera etapa duró de agosto a noviembre de 1947. En esta etapa de la migración de los inmigrantes Musim se originó a partir del este de Punyab, Delhi, los cuatro distritos adyacentes de U.P. y los estados principescos de Alwar y Bharatpur que ahora forman parte del actual estado de Rajastán. La violencia que afectó a estas áreas durante la partición precipitaron un éxodo de musulmanes de estas áreas a Pakistán.
La segunda etapa de la migración fue de (diciembre 1947- diciembre de 1971) en lo que es U.P., Delhi, Guyarat, Rajastán, Maharashtra, Madhya Pradesh, Karnataka, Andhra Pradesh, Tamil Nadu y Kerala.
La tercera etapa, que duró de 1973 y 1990 fue cuando los niveles de migración de los musulmanes de la India a Pakistán se redujeron a su nivel más bajo desde 1947.

En 1959, la Organización Internacional del Trabajo (OIT) publicó un informe que indica que, en el período de 1951 a 1956, 650 000 musulmanes de la India se trasladaron a Pakistán Occidental. Sin embargo, Visaria (1969) planteó dudas sobre la autenticidad de las afirmaciones acerca de la migración de los musulmanes de la India a Pakistán, desde el censo de 1961, Pakistán no corroboró estas cifras. Sin embargo, en el censo de 1961 Pakistán sí incorporó una declaración que sugiere que se había producido una migración de 800 000 personas de la India a Pakistán a lo largo de la década anterior. De las personas que habían ido a Pakistán, la mayoría nunca regresó. El primer ministro indio Jawaharlal Nehru transmitió su angustia por la continua migración de los musulmanes de la India a Pakistán Occidental:
Ha habido... desde 1950, movimiento de algunos musulmanes de la India a Pakistán Occidental a través de Jodhpur-Sind vía Khokhropar. Normalmente, el tráfico entre la India y Pakistán Occidental fue controlado por el sistema de permiso. Pero estos musulmanes que van a través de Khokhropar salieron sin permisos a Pakistán Occidental. A partir de enero de 1952 hasta finales de septiembre, 53 209 emigrantes musulmanes fueron a través de Khokhropa... La mayoría de estos probablemente provenían de las provincias unidas. Desde el inicio de octubre de 1952, hasta el día 14, 6808 huyeron por esta vía. Después de que Pakistán se volviera mucho más estricto en permitir la entrada con la introducción del sistema de pasaportes. A partir del día 15 de octubre hasta finales de octubre, 1247 personas se fueron por esta vía. Y a partir del 1 de noviembre, 1,203 pasaron a través de Khokhropar.
La migración musulmana de la India a Pakistán Occidental continuó, a pesar del cese del sistema de permisos entre los dos países y la introducción del sistema de pasaportes entre ambos. El primer ministro indio Jawaharlal Nehru expresó una vez más su preocupación por la continua migración de los musulmanes de la India a Pakistán Occidental en un comunicado a uno de sus principales ministros (el día 1 de diciembre de 1953): 
Un buen número de musulmanes han diariamente cruzado a Pakistán desde la India, a través de Rajasthan y Sindh. ¿Por qué estos musulmanes cruzan a Pakistán a un ritmo de tres o cuatro mil personas al mes? Esto es digno de ser investigado, porque no es mérito nuestro que esto permanezca así. La mayoría de ellos provienen de Uttar Pradesh, Rajastán o Delhi. Es evidente que no irían allí a menos que haya algún temor o presión sobre ellos. Algunos pueden ir con la esperanza de encontrar empleo allí. Pero la mayoría de ellos parecen sentir que no hay futuro para ellos en la India. Ya he llamado la atención con respecto a las dificultades en el servicio del Gobierno. Otra razón, creo, es el miedo a las leyes de evacuación de propiedad [EPL]. Siempre he considerado que estas leyes tanto en la India y Pakistán,son injustas en su mayoría. Al tratar de castigar a unas pocas personas culpables, castigamos o heriremos a un gran número de personas perfectamente inocentes ... la presión de las Leyes de Evacuación de Propiedad aplica a casi todos los musulmanes en ciertas zonas de la India. No pueden disponer fácilmente de su propiedad o ejercer el comercio por temor a que el brazo largo de esta ley pueda sujetarlos con sus garras. Es este continuo miedo que viene en forma de un normal funcionamiento y de negocios normales, pero ejerce una fuerte presión sobre un gran número de musulmanes en la India, especialmente en el norte y el oeste.
En 1952, el sistema de pasaportes se introdujo para fines de viaje entre los dos países. Esto hizo posible que los musulmanes de la India pudieran moverse legalmente a Pakistán. Pakistán todavía requiere trabajadores educados y con habilidad para incorporarse a su economía con en el tiempo, debido a los niveles relativamente bajos de educación en las regiones que se convirtieron en parte de Pakistán. Todavía en diciembre de 1971, la Alta Comisión de Pakistán en Nueva Delhi fue autorizada a emitir documentos de entrada a los indios calificados educativamente para emigrar a Pakistán.
La vía legal fue tomada por los desempleados pero educados musulmanes indios en busca de una mejor fortuna, sin embargo, los musulmanes más pobres de la India continuaron yendo ilegalmente a través de la frontera de Rajastán - Sind hasta que la guerra de 1965 entre India y Pakistán, cerrara esa ruta. Después de la conclusión de la guerra en 1965, la mayoría de los musulmanes que querían ir a Pakistán tuvieron que ir allí a través de la frontera entre India y Pakistán Oriental. Una vez llegando a Daca, la mayoría se dirigieron a su destino final en Karachi. Sin embargo, no todos consiguieron llegar a Pakistán occidental de Pakistán Oriental.
El censo de 1951 en Pakistán registró a 671 000 refugiados en Pakistán del Oriental, la mayoría provenientes del Bengala Occidental. El resto provenían de Bihar. En 1961 las cifras llegaron a 850 000. a raíz de los disturbios en Ranchi y Jamshedpur, los biharis siguieron emigrando a Pakistán Oriental hasta bien entrados los años sesenta y las cifras subieron hasta un millón. Las más crudas estimaciones sugirieron que alrededor de 1,5 millones de musulmanes emigraron de Bengala Occidental y Bihar, al este de Bengala en las dos décadas después de la partición.
Sobre la frontera entre India y Pakistán Occidental, en las secuelas de la guerra indo - paquistaní de 1965, 3500 familias musulmanas migraron desde la parte india del desierto de Thar a la sección paquistaní del desierto de Thar. 400 familias se establecieron en Nagar después de la guerra de 1965 y un adicional de 3000 se establecieron en la Chachro taluka en Sind, una provincia de Pakistán Occidental. El gobierno de Pakistán proporcionó a cada familia 12 acres de tierra. De acuerdo con los registros del gobierno esta repartición de tierra ascendió a los 42 000 acres.
La migración musulmana de la India a Pakistán se redujo drásticamente en la década de 1970, tendencia observada por las autoridades paquistaníes. En junio de 1995, el ministro del Interior de Pakistán, Naseerullah Babar, informó a la Asamblea Nacional que entre el período de 1973 a 1994, hasta 800 000 visitantes procedían de la India con documentación de viaje válida. De estos, solo 3393 se quedaron.
En una tendencia relacionada, los matrimonios entre musulmanes de India y Pakistán han disminuido drásticamente. De acuerdo con un comunicado de noviembre de 1995, Riaz Khokha, el Alto Comisionado de Pakistán en Nueva Delhi, el número de matrimonios transfronterizos se ha reducido de 40 000 al año en los años 1950 y 1960 a apenas 300 al año.
Según el censo pakistaní de 2017 el número de hindúes era del 2,14% y el de sijes irrelevante. En Bangladés (antiguo Pakistán Oriental), según datos de 2022, los hindúes han bajado al 7,95% de la población.
En el censo de 2023 los hindúes pakistaníes habían bajado al 1,85%.

### India
La migración de los hindúes de Pakistán a la India continuó sin cesar. El censo de 1951 en la India registró que 2,523 millones de refugiados llegaron de Pakistán Oriental, de los cuales 2,061 millones emigraron a Bengala Occidental, mientras que el resto emigraron a Assam, Tripura y otros estados. Estos refugiados llegaron en oleadas y no vinieron únicamente debido a la partición. En 1973 las cifras alcanzaron más de 6 millones de personas. Los siguientes datos muestra las grandes olas de refugiados de Pakistán Oriental y los incidentes que precipitaron las migraciones.
| Año  | Razón                                       | Cifra     |
| ---- | ------------------------------------------- | --------- |
| 1947 | Partición                                   | 344 000   |
| 1948 | Anexión a la India de Hyderabad             | 786 000   |
| 1950 | Disturbios en Barisal (Pakistán Oriental)   | 1 575 000 |
| 1956 | Pakistán se convierte en República Islámica | 320 000   |
| 1964 | Disturbios por el incidente de Hazratbal    | 693 000   |
| 1971 | Guerra de liberación de Bangladés           | 1 500 000 |

La población del distrito de Tharparkar (División de Mirpur Khas) en la provincia de Sind en Pakistán Occidental fue del 80 % hindúes y 20 % musulmanes en el momento de la independencia en 1947. Durante las guerras entre India y Pakistán de 1965 y 1971, las castas superiores hindúes y sus criados huyeron a la India. Esto condujo a un cambio demográfico masivo en el distrito. De acuerdo con el censo de 1998 Pakistán, los musulmanes componían el 64,42 % y los hindúes 35,58 % de la población de Tharparkar.
Debido a la persecución religiosa en Pakistán, los hindúes continuaron huyendo a la India. La mayoría de ellos tendieron a establecerse en el estado de Rajastán en la India. De acuerdo con datos de la Comisión de Derechos Humanos de Pakistán, alrededor de 1000 familias hindúes huyeron a la India en 2013. En mayo del 2014, un miembro de la gobernante Liga Musulmana de Pakistán-Nawaz (PML-N), el Dr. Ramesh Kumar Vankwani, reveló en la Asamblea Nacional de Pakistán que alrededor de 5000 hindúes estaban migrando desde Pakistán a la India cada año.
Actualmente se está produciendo un crecimiento de musulmanes en la India, llegando al 14,2% según el último censo de 2011.

## Perspectivas
La partición era un acuerdo muy controvertido, y en la actualidad sigue siendo causa de mucha tensión en el subcontinente indio. El virrey británico, Lord Mountbatten no solo ha sido acusado de precipitar el proceso, sino que también se alega que ha influido la Línea Radcliffe en favor de la India. A la comisión le tomó más tiempo decidir sobre una frontera definitiva que el tiempo que tomó la partición misma. Así, a las dos naciones se les concedió su independencia, incluso antes de que hubiera una frontera definida entre ellos.
Algunos críticos alegan que la prisa por parte de los británicos condujo al un aumento de la crueldad y la violencia durante la Partición. Debido a que se declaró la independencia antes de la partición actual, dependía de los nuevos gobiernos de la India y Pakistán el mantener el orden público. No se contemplaron grandes movimientos de población; el plan requería garantías para las minorías en ambos lados de la nueva frontera. Era una tarea en la que ambos estados fracasaron. Hubo una ruptura completa de la ley y el orden; muchos murieron en los disturbios, matanzas, o simplemente en las dificultades de su viaje a una zona segura. Lo que siguió fue uno de los mayores movimientos de población en la historia registrada. De acuerdo con Richard Symonds: En el cálculo más bajo, medio millón de personas murieron y doce millones se quedaron sin hogar.
Sin embargo, muchos sostienen que los británicos se vieron obligados a acelerar la partición por los acontecimientos sobre el terreno. Una vez en el cargo, Mountbatten rápidamente se dio cuenta de que una guerra civil parecía cada vez más probable y si Gran Bretaña quería evitarla, no había otra alternativa que la participó y una salida precipitada de la India. El orden público se habían roto muchas veces antes del reparto, con mucho derramamiento de sangre en ambos lados. Una guerra civil masiva se avecinaba en el momento en que Mountbatten se convirtió en virrey. Después de la Segunda Guerra Mundial, Gran Bretaña tenía recursos limitados, quizá insuficiente para darse a la tarea de mantener el orden. Otro punto de vista es que si bien Mountbatten pudo haberse apresurado demasiado, que no tenía más opción que huir y esperar lo mejor posible bajo las difíciles circunstancias. El historiador Lawrence James coincidió en que en 1947 a Mountbatten no le quedó más remedio que cortar y correr. La alternativa parecía ser la participación en una guerra civil potencialmente sangrienta, de la que sería difícil escapar.
Los elementos conservadores en Inglaterra hacen considerar la partición de la India como el momento en que el Imperio británico dejó de ser una potencia mundial, siguiendo la máxima de Curzon: «la pérdida de la India significaría que Gran Bretaña caerá de inmediato a una tercera potencia».
Una iniciativa transfronteriza de los estudiantes, El Proyecto de Historia, fue lanzado en el 2014 para explorar las diferencias en la percepción de los acontecimientos durante la época británica que llevó a la partición. El proyecto dio lugar a un libro que explica las dos interpretaciones de la historia compartida en Pakistán y la India.

## Representaciones artísticas de la partición
La partición de la India y los sangrientos disturbios asociados inspiraron a muchos en la India y Pakistán para crear representaciones literarias y cinemáticas de este evento. Mientras que algunas creaciones representaban las matanzas durante la migración de refugiados, otras se concentraban en la raíz de la partición en cuanto a las dificultades que enfrentaron los refugiados en ambos lados de la frontera. Incluso ahora, más de 60 años después de la partición, obras de ficción y películas se hacen en relación con los acontecimientos de la partición. Los primeros miembros del Grupo de Artistas Progresivos de Bombay hablan de "La partición" de la India y Pakistán como una razón clave para su fundación en diciembre de 1947. Entre ellos se incluye a FN Souza, MF Husain, SH Raza, SK Bakre, HA Gade y KH Ara los cuales se convirtieron en algunos de los artistas indios más importantes e influyentes del siglo XX.
Se produjo literatura que describió el costo humano de la independencia y la partición, por ejemplo Atrocidades olvidadas de Bal K. Gupta (2012), Tren a Pakistán de Khushwant Singh (1956), varios cuentos como Toba Tek Singh (1955) de Saadat Hasan Manto, poemas Urdu como Subh-e-Azadi (Amanecer de la Libertad, 1947) por Faiz Ahmad Faiz, Tamas de Bhisham Sahni (1974), de Manohar Malgonkar, Una curva en el Ganges (1965), y el hombre congelado de caramelo de Bapsi Sidhwa (1988), entre otros.
En 1950, la escritora Amrita Pritam publicó la novela Pinjar the Skeleton and Other Stories centrada en el sufrimiento de las mujeres hindúes y musulmanas durante el proceso. En ella se citan los secuestros y el intercambio de prisioneros que hubo entre las dos poblaciones. La obra fue llevada al cine en 2003 por Chandraprakash Dwivedi. Fue traducida por primera vez al español en 2018 con el título Pinjar, El esqueleto y otras historias Archivado el 23 de agosto de 2018 en Wayback Machine..
La novela de Salman Rushdie Hijos de la medianoche (1980), ganó el Premio Booker y el Booker de los Bookers, tejió su narrativa basada en niños que nacen con habilidades mágicas en la medianoche del 14 de agosto de 1947.
Libertad a la medianoche (1975) es una obra realista por Larry Collins y Dominique Lapierre que describe los acontecimientos en torno a las primeras celebraciones del Día de la Independencia en 1947.
Hay una escasez de películas relacionadas con la independencia y la partición. Las primeras películas relacionadas con las circunstancias de la independencia, la partición y las secuelas incluyen Chinnamul de Nemai Ghosh (Bengalí) (1950), Dharmputra (1961) Lahore (1948), Chhalia (1956), Nastik (1953). Meghe Dhaka Tara de Ritwik Ghatak (Bengalí) (1960), Bhowani Junction de George Cukor (1956), Komal Gandhar (Bengalí) (1961), Subarnarekha (Bengalí) (1962); películas posteriores incluyen Garm Hava (1973) y Tamas (1987). Desde finales de la década de 1990, se hicieron más películas sobre este tema, incluyendo varias más convencionales, como Tierra (1998), Tren a Pakistán (1998) (basada en el libro galardonado), Hey Ram (2000), Gadar: Ek Prem Katha (2001), Khamosh Pani (2003), Pinjar (2003), Partición (2007) y Madrasapattinam (2010). Los filmes biográficos de Gandhi (1982), Jinnah (1998) y Sardar (1993) también se trata el tema de la independencia y la partición como eventos significativos en su guion. El drama paquistaní Daastan, basado en la novela Bano, resaltó la difícil situación de las niñas musulmanas que fueron secuestradas y violadas durante la partición.
La novela Generaciones Perdidas (2013) de Manjit Sachdeva describe la masacre de marzo de 1947 en las zonas rurales de Rawalpindi por la Liga Musulmana,[cita requerida] seguido de las matanzas en ambos lados de la nueva frontera en agosto de 1947 visto desde los ojos de una familia sij que trata de escapar, y logra su asentamiento y parcial rehabilitación en Delhi, terminando en la ruina (incluida la muerte), por segunda vez en 1984, a manos de turbas después de que un sij asesinara al primer ministro.
En el 2013 Google India anuncio el tráiler de Reunión (acerca de la partición de la India), el cual tuvo un fuerte impacto en la India y Pakistán, lo que acrecentó la esperanza para la eliminación de las restricciones de viaje entre los dos países. Se volvió viral y fue visto más de 1,6 millones de veces antes de debutar oficialmente en la televisión el 15 de noviembre de 2013.
En 2018, el episodio Demons of the Punjab de la serie de ciencia ficción de Doctor Who fue contextualizado en la partición.
En 2022, la serie "Ms. Marvel", de Marvel Studios para Disney+, muestra una protagonista americano-pakistaní cuyas raíces y cultura y en especial las vivencias de sus antepasados durante la partición son trascendentales para la trama.